# Ніна Зандер
Ніна Зандер (нім. Nina Zander; нар. 26 січня 1990) — колишня німецька тенісистка.
Найвищу одиночну позицію світового рейтингу — 279 місце досягла 18 серпня 2014, парну — 354 місце — 16 лютого 2015 року.
Здобула 1 одиночний та 2 парні титули.

## Фінали ITF (3–10)

### Одиночний розряд (1–6)
| Легенда          |
| ---------------- |
| турніри $100,000 |
| турніри $75,000  |
| турніри $50,000  |
| турніри $25,000  |
| турніри $15,000  |
| турніри $10,000  |

| Фінали за покриттям |
| ------------------- |
| Тверде (0–2)        |
| Ґрунт (0–2)         |
| Трава (0–0)         |
| Килим (1–2)         |

| Результат | Ранг | Дата              | Турнір                          | Покриття   | Суперниця          | Рахунок            |
| --------- | ---- | ----------------- | ------------------------------- | ---------- | ------------------ | ------------------ |
| Поразка   | 1.   | 15 березня 2010   | Wetzikon, Швейцарія             | Килим (i)  | Амра Садікович     | 5–7, 5–7           |
| Поразка   | 2.   | 17 січня 2011     | Штутгарт, Німеччина             | Тверде (i) | Яна Чепелова       | 4–6, 4–6           |
| Перемога  | 1.   | 21 лютого 2011    | Целль-на-Гармерсбасі, Німеччина | Килим (i)  | Ева Грдінова       | 6–7(3–7), 7–5, 6–1 |
| Поразка   | 3.   | 19 серпня 2013    | Енсхеде, Нідерланди             | Ґрунт      | Таїсія Мордергер   | 4–6, 7–6(7–3), 2–6 |
| Поразка   | 4.   | 2 вересня 2013    | Юї, Бельгія                     | Ґрунт      | Дебора Керфс       | 4–6, 4–6           |
| Поразка   | 5.   | 11 листопада 2013 | Завада (гміна Турава), Польща   | Килим (i)  | Катержина Сінякова | 1–6, 3–6           |
| Поразка   | 6.   | 6 квітня 2015     | Барнстепл, Велика Британія      | Тверде (i) | Крістіна Плішкова  | 3–6, 2–6           |

### Парний розряд (2–4)
| Легенда          |
| ---------------- |
| турніри $100,000 |
| турніри $75,000  |
| турніри $50,000  |
| турніри $25,000  |
| турніри $15,000  |
| турніри $10,000  |

| Фінали за покриттям |
| ------------------- |
| Тверде (1–0)        |
| Ґрунт (1–4)         |
| Трава (0–0)         |
| Килим (0–0)         |

| Результат | Ранг | Дата            | Турнір                           | Покриття   | Партнерка            | Суперниці                               | Рахунок               |
| --------- | ---- | --------------- | -------------------------------- | ---------- | -------------------- | --------------------------------------- | --------------------- |
| Поразка   | 1.   | 7 червня 2010   | Апелдорн, Нідерланди             | Ґрунт      | Каролін Даніелс      | Еліне Буйкенс Леоні Мекел               | 6–4, 3–6, [4–10]      |
| Поразка   | 2.   | 16 травня 2011  | Santa Coloma de Farners, Іспанія | Ґрунт      | Вікторія Голубич     | Ева Фернандес Бругес Інес Феррер Суарес | 3–6, 7–6(7–3), [4–10] |
| Перемога  | 1.   | 22 липня 2013   | Тампере, Фінляндія               | Ґрунт      | Юлія Вахачик         | Емма Лайне Пія Суомалайнен              | 6–4, 6–4              |
| Поразка   | 3.   | 2 вересня 2013  | Юї, Бельгія                      | Ґрунт      | Юлія Вахачик         | Франціска Кеніґ Кароліна Влодарчак      | 2–6, 4–6              |
| Поразка   | 4.   | 16 вересня 2013 | Сен-Мало, Франція                | Ґрунт      | Катінка фон Дайхманн | Елиця Костова Флоренсія Молінеро        | 2–6, 4–6              |
| Перемога  | 2.   | 22 вересня 2014 | Клермон-Ферран, Франція          | Тверде (i) | Іріна Раміалізон     | Фанні Карамаро Вікторія Мунтян          | 6–1, 6–0              |